# Nguyễn Thị Lan (kiểm sát viên)
Nguyễn Thị Lan là nữ kiểm sát viên cao cấp người Việt Nam. Bà hiện giữ chức vụ Viện trưởng Viện kiểm sát nhân dân thành phố Hải Phòng.

## Tiểu sử
Nguyễn Thị Lan sinh ra và lớn lên tại Hải Phòng.
Sau khi tốt nghiệp trường Cao đẳng Kiểm sát Hà Nội, bà được điều động về quê công tác tại Viện kiểm sát nhân dân thành phố Hải Phòng.
Bà đi lên từ kiểm sát viên, rồi lãnh đạo cấp phòng nghiệp vụ, lãnh đạo Viện kiểm sát quận, huyện.
Ngày 25 tháng 11 năm 2014, bà Nguyễn Thị Lan, Phó Viện trưởng Viện kiểm sát nhân dân thành phố Hải Phòng được bà Nguyễn Thị Thủy Khiêm, Phó Viện trưởng Viện kiểm sát nhân dân tối cao Việt Nam, trao quyết định của Viện trưởng Viện kiểm sát nhân dân tối cao Việt Nam bổ nhiệm giữ chức vụ Viện trưởng Viện kiểm sát nhân dân thành phố Hải Phòng.
Ngày 3 tháng 4 năm 2016, Nguyễn Thị Lan được trao quyết định bổ nhiệm chức danh kiểm sát viên cao cấp.
Năm 2017, bà là một trong 10 phụ nữ tiêu biểu của thành phố Hải Phòng được nhận "Giải thưởng Lê Chân" của Ủy ban nhân dân thành phố Hải Phòng.
Bà là đảng viên Đảng Cộng sản Việt Nam.
Hiện nay (2018.1), bà là Bí thư Ban cán sự Đảng Cộng sản Việt Nam, Bí thư Đảng ủy Viện kiểm sát nhân dân thành phố Hải Phòng.

## Phong tặng
- "Giải thưởng Lê Chân" 2017 (được trao tháng 3 năm 2018)[1]